# Altfelder Krug
Der Altfelder Krug, bei Nennung in der Regel einfach nur als Altfeld bezeichnet, ist ein Gehöft auf dem Gebiet der Stadt Bad Harzburg. Sie zählt statistisch zum Stadtteil Bettingerode.

## Geografie
Die Siedlung befindet sich am Nordrand des Schimmerwaldes unmittelbar an der Grenze zwischen Niedersachsen und Sachsen-Anhalt, die direkt gegenüber der nördlichen Zufahrt verläuft. Aufgrund der einstigen Existenz der innerdeutschen Grenze befindet sich der Altfelder Krug in einer sehr isolierten Lage, da die Zufahrt aus dem nur einen Kilometer nördlich liegenden Abbenrode nur mit Umwegen möglich ist.
Der Ort wird vom Blaubach durchflossen, der einen Kilometer weiter nördlich in die Ecker mündet.

### Nachbarorte
| Vienenburg Lochtum              | Wennerode Abbenrode                         | Osterwieck Schauen          |
| Bettingerode Harlingerode       | Kompassrose, die auf Nachbargemeinden zeigt | Wasserleben                 |
| Westerode Ottenhai Bad Harzburg | Eckertal                                    | Stapelburg Ilsenburg (Harz) |

## Geschichte

### Name
Der Name Altfeld als Flurbezeichnung ließ sich häufig im Raum der ehemaligen Grafschaft Wernigerode finden. In diesem Falle bezieht sich der Name mit hoher Wahrscheinlichkeit auf die Wüstung Bintingerode, in dessen Nähe sich der heutige Altfelder Krug befindet.

### Ortsgeschichte
Um 1670 errichtete der Harzburger Amtsmann Johann Heinrich Uslar († 1672) den „Blauen Krug“ (1680), benannt nach dem Blaubach: Zu dieser Zeit bildete der heutige nördliche Feldweg eine Heerstraße von Goslar nach Halberstadt. Nach dem Tod des Erbauers fiel der Krug an den Verwandten Wiedemann zu Hasselfelde, von dessen Erben Herzog Rudolf August ihn kaufte und an das Territorium des Fürstentums Braunschweig-Wolfenbüttel und somit in den Machtraum des Amtes Harzburg, der Vorläufer des heutigen Stadtgebiets angliederte. Der Krug wurde kurz darauf an den Freiherrn Otto Grote von Schauen für 1300 Reichstaler verkauft. Es diente später als Zollhaus an der nordöstlichen Grenzlage (vergleiche Lukaszoll). Endgültig zum Amtsbezirk Harzburg fiel der Altfelder Krug am 12. Dezember 1894, als infolge der Klärung der Grundstücksverhältnisse im Rahmen des Baus der Bahnstrecke Heudeber-Danstedt–Bad Harzburg das Gebiet der Gemeinde Bettingerode zugeschlagen wurde.
Nach dem Zweiten Weltkrieg wurde das Gebiet um den Altfelder Krug mit Resten einer gesprengten Munitionsfabrik im Schimmerwald belastet: 2011 wurden wenige Meter von den Gebäuden entfernt Bombensplitter entdeckt. Nördlich des Altfelder Kruges befand sich ein Beobachtungsturm der NVA.
Bis in die jüngere Vergangenheit war der Altfelder Krug ein Erholungsheim.